# Virgilio Teixeira
Virgilio Anastacio Teixeira (Den Haag, 11 augustus 1973) is een Nederlands-Portugese voormalig voetballer.
Teixeira debuteerde in het seizoen 1992/93 voor ADO Den Haag, de Hagenaar speelde zes jaar in de hoofdmacht bij ADO voor hij in 1998 vertrok naar eredivisionist RKC Waalwijk. In juli 2007 keerde Teixeira terug naar ADO Den Haag, alwaar hij een verbintenis voor twee jaar tekende. Bij André Wetzel en Raymond Atteveld kreeg hij nauwelijks tot geen speeltijd. In de zomer van 2009 vertrok Teixeira naar de amateurs van Scheveningen samen met Rick Hoogendorp.
Naast zijn carrière als voetballer is Teixeira in 2008 gestart met een opleiding aan de VVCS Academy.
Teixeira speelt nu bij de zaterdag amateurs van IJFC 5.
Sinds medio 2015 is de in IJsselstein wonende Teixeira werkzaam als jeugdtrainer binnen de Voetbal Academie N.E.C./FC Oss. In het seizoen 2016/2017 is hij trainer van het hoogste elftal, N.E.C/FC Oss onder 19 (A1), uitkomend in de Eredivisie onder 19.